# Kabuto Yakushi
Kabuto Yakushi (薬師 カブト?, Yakushi Kabuto) è uno degli antagonisti principali della serie manga e anime Naruto, scritto e disegnato dal mangaka Masashi Kishimoto.
Il suo nome deriva dal nome dell'elmo di un samurai. Con i suoi compagni di squadra, Yoroi e Misumi forma il trio Armatura-Elmo-Spada. Il suo cognome, invece, deriva dal nome giapponese del Buddha della medicina, Bhaiṣajyaguru, Yakushi Nyorai (薬師如来?).

## Il personaggio
Inizialmente si presenta come un alleato dei protagonisti, finendo poi per diventare uno dei maggiori antagonisti del gruppo, specialmente di Naruto Uzumaki. Indossa degli occhiali tondi dalla montatura nera, un vestito viola e porta i capelli legati a coda di cavallo. Porta con sé delle carte ninja che contengono informazioni riguardo ai migliori ninja di ogni villaggio e i ninja esordienti.
Kabuto può essere considerato lo stereotipo del pazzo: può trasformarsi, in pochi secondi, da ragazzo educato a maniaco sadico. Similmente ad Orochimaru, si diverte a giocare con i suoi nemici, spesso innervosendoli, indicandogli le loro debolezze e mettendoli di fronte alle proprie paure più nascoste.
Kabuto è fortemente legato alla figura di Orochimaru, ma spesso va contro gli scopi di quest'ultimo, agendo per conto proprio, come ad esempio quando cerca di uccidere Sasuke. La lealtà di Kabuto nei confronti di Orochimaru è talmente forte che, quando questi viene assorbito da Sasuke Uchiha, Kabuto si impianta alcune cellule di colui che "ha saputo donargli una casa e una identità", per ritrovare finalmente il suo vero io.
Kabuto, quindi, cambierà completamente diventando una sorta di nuovo Orochimaru, riprendendone alcune caratteristiche, come l'aspetto simile ad un serpente e il modo di uccidere le proprie vittime. Cambia anche l'abbigliamento: una veste lunga e rossa provvista di un cappuccio del medesimo colore. Inoltre il nuovo aspetto presenta una particolarità: Kabuto possiede un serpente che gli sbuca dal ventre, con il quale è solito interagire. Del suo vecchio abbigliamento rimangono solo i suoi occhiali tondi.

## Storia
Da bambino, dopo essere stato trovato come unico sopravvissuto alla distruzione di un villaggio, venne adottato da Nono Yakushi, una suora che gestiva un orfanotrofio e che in passato compiva missioni di spionaggio per conto del Villaggio della Foglia. Kabuto diventò un allievo di quest'ultima e imparò da lei le arti mediche. Successivamente incontrò Orochimaru, che rimase affascinato dalle sue abilità. Per salvare i suoi amici e la madre adottiva, accettò di diventare una spia per conto di Danzo: il ninja della Foglia gli assegnò numerose missioni di spionaggio, a causa delle quali fu costretto a spostarsi in svariati villaggi assumendo sempre identità diverse. Finché un giorno venne attaccato dalla stessa donna che riteneva sua madre e la colpì mortalmente: quando tentò di curarla, ella affermò di non riconoscerlo e questo lo sconvolse. In cerca della sua identità, venne trovato da Orochimaru che gli spiegò come l'attentato di sua madre fosse opera di Danzo, che l'aveva ingannata. Rimasto senza uno scopo, Kabuto si unì a Orochimaru. Collaborando, i due scoprono di trovarsi in sintonia, facendo sì che il Ninja supremo lo coinvolgesse nei suoi piani più segreti, nutrendo la massima fiducia. Gli venne quindi assegnata l'identità di un bambino adottato dal capo della squadra medica di Konoha e il cognome Yakushi. Alcuni anni dopo s'infiltrò nell'Organizzazione Alba e qui fu controllato da Sasori, mediante una tecnica illusoria, affinché potesse spiare Orochimaru. Orochimaru sciolse l'illusione alla quale era sottomesso e fece fare il doppio gioco a Kabuto per tenere sotto controllo i piani dell'Organizzazione Alba, poiché ne era diventato traditore.
Per spiare Sasuke e ottenere informazioni su quest'ultimo, Kabuto partecipa agli esami di selezione dei chunin, insieme a Yoroi e Misumi. Aiuta il Team 7 nella sua missione e supera facilmente la prima e la seconda prova. Seguendo il piano di Orochimaru, però, Kabuto decide di ritirarsi dai preliminari e successivamente tenta di uccidere Sasuke, disobbedendo così ad Orochimaru. In seguito Kabuto partecipa in modo limitato all'attacco al Villaggio della Foglia, travestendosi da ANBU e affrontando Kakashi e Gai per poi scomparire sotto gli occhi di questi.
In seguito, Kabuto accompagna Orochimaru alla ricerca di Tsunade, unica in grado di guarire le braccia del suo maestro. Dopo che questa si rifiuta, Kabuto l'affronta, ma viene fermato da Naruto e Shizune appena dopo averla sconfitta. Dopo aver sconfitto Shizune, Kabuto viene colpito in pieno da un Rasengan di Naruto, ma riesce a rigenerare quasi subito la ferita e a fuggire insieme al suo maestro. Poco dopo invia al Villaggio della Foglia Kimimaro in soccorso del Quartetto del Suono, impegnato nel recupero di Sasuke. Infine, visto il ritardo dell'Uchiha, convince Orochimaru ad utilizzare la tecnica su un altro ninja.
Kabuto ricompare, insieme ad Orochimaru, al Ponte Tenchi, per uccidere Sasori. Dopo aver scoperto che il marionettista è stato ucciso in precedenza, Kabuto affronta il Team Yamato, venendo sconfitto e catturato a causa del tradimento di Sai.
Dopo la morte del suo maestro da parte di Sasuke, Kabuto si trapianta le cellule di Orochimaru con l'intenzione di "trovare una nuova identità".
Si presenta in seguito di fronte a Naruto e gli consegna le informazioni da lui raccolte sull'Organizzazione Alba. Prima di fuggire, i ninja della Foglia scoprono che le cellule di Orochimaru hanno già contagiato circa 1/3 del corpo di Kabuto.
Dopo l'assemblea dei Kage, Kabuto si unisce all'Organizzazione Alba e a Tobi in occasione della quarta guerra ninja, con la promessa che, alla fine della guerra, possa ottenere il corpo di un giovane Uchiha vivo: Sasuke. 
Come prima missione viene incaricato di catturare Killer Bee e Naruto, ma a causa dell'intromissione del Terzo Tsuchikage, Kabuto opta per la cattura di Yamato, dal quale ottiene informazioni riguardo alle ultime due forze portanti e la possibilità di migliorare le capacità dell'esercito dei cloni di Zetsu Bianco, grazie all'Arte del Legno.
In occasione della guerra, Kabuto rinforza l'esercito di Tobi con un gran numero di ninja famosi resuscitati con la Tecnica della Resurrezione e li manda in guerra contro l'esercito dell'alleanza dei ninja. Nel corso della guerra decide di rimanere nascosto e di controllare i resuscitati da una certa distanza, decidendo di lasciare intatte le emozioni di alcuni, mentre trasforma altri individui in perfetti burattini omicidi. Dopo la sconfitta di molti redivivi, Kabuto decide di sfruttare la sua carta vincente: Madara Uchiha, mostrato precedentemente a Tobi per convincerlo ad accettare la sua proposta di alleanza. 
 Il suo nascondiglio viene scoperto da Itachi Uchiha, inseguito a sua volta dal fratello Sasuke, che intende costringere Kabuto a fermare la tecnica di resurrezione. I tre ingaggiano un duro scontro, in cui Kabuto rivela di aver raggiunto l'apice degli esperimenti di Orochimaru e di averlo superato, rivelando di aver trovato la caverna del drago e di aver appreso la modalità eremitica dei serpenti bianchi e di essersi trasformato in un drago. In questa forma sembra capace di poter fronteggiare i fratelli Uchiha, ma viene sconfitto da Itachi, tramite la tecnica proibita del clan Uchiha chiamata Izanami. In seguito tramite la sua carne e il segno maledetto di Anko, Sasuke resuscita Orochimaru che si riprende il suo chakra che aveva corroso il corpo di Kabuto fino a farlo tornare umano.
In seguito, dopo aver capito di aver fatto tanti sbagli e aver finalmente trovato il suo vero "io", si svincola da Izanami e si precipita sul campo di battaglia dove soccorre Sasuke in fin di vita. Spiega così al suo maestro Orochimaru di aver trovato la sua vera identità e decide così di aiutare l'alleanza. Successivamente, insieme a tutti gli altri ninja, viene soggiogato dallo Tsukuyomi infinito, ma verrà liberato una volta che Naruto e Sasuke sconfiggono Kaguya e sciolgono l'illusione.
Alcuni anni dopo la guerra Kabuto diviene il nuovo direttore dell'orfanotrofio del Villaggio della Foglia, gestito insieme al vecchio amico Urushi. Nel manga speciale di Naruto e Boruto, Kabuto accoglie tutti i bambini clone Uchiha promettendogli di prendersi cura di loro, dandogli infine un proprio nome e una propria identità.

## Capacità ninja
Kabuto è un abile ninja medico. Le sue abilità consistono nell'usare tecniche mediche come tecniche offensive, permettendogli di uccidere l'avversario con un solo colpo se necessario. È inoltre in possesso di una straordinaria capacità auto curativa che gli consente di rigenerare qualsivoglia danno al di sotto di un dato limite. Orochimaru utilizza le abilità di Kabuto nei suoi esperimenti, principalmente per mantenere in vita le sue cavie.
Come il suo maestro, le specialità di Kabuto sono le Tecniche proibite (禁術?, Kinjutsu) relative alle anime, ai serpenti e, a partire dalla seconda serie, i morti. Infatti, dopo essersi trapiantato le cellule di Orochimaru, Kabuto ha imparato e migliorato la  Tecnica di Resurrezione, portandola ad un livello superiore rispetto a quello dei suoi predecessori.
Conosce molto bene le tecniche del suo maestro, come dimostra nel catturare Yamato per potenziare l'esercito degli Zetsu bianchi e, grazie alle sue conoscenze mediche ed agli anni passati al servizio di Orochimaru, è stato in grado di creare una seconda versione di Manda, con il quale capovolge l'isola tartaruga su cui si trovano Naruto Uzumaki e Killer Bee.
Presenta inoltre un serpente che esce dal suo ombelico in grado di percepire le persone, come dimostrato sull'isola tartaruga quando trova le due forze portanti.
Kabuto, oltretutto, grazie ai suoi studi precedenti allo scontro tra Sasuke e Orochimaru, è riuscito ad ottenere gli stessi poteri di Suigetsu, Karin e Jugo. Riesce a tramutare il proprio corpo in acqua e viceversa come Suigetsu; ha incrementato enormemente le sue già straordinarie capacità rigenerative grazie al potere di Karin, dotata di una grande forza vitale in quanto membro del clan Uzumaki; sotto la guida del Grande Saggio dei Serpenti acquisisce la capacità di assorbire l'energia naturale come Juugo ma, diversamente da lui, è in grado di controllare perfettamente questo potere quindi, invece di trasformarsi in un mostro impazzito, è capace di usare una variante della Modalità eremitica: grazie a questa modalità può coprire i suoi occhi con la particolare cornea del serpente che lo protegge dalle arti illusorie dello Sharingan; è inoltre in grado di dare vita agli elementi inanimati attorno a lui e, come per la modalità eremitica di Naruto, i suoi riflessi e le sue capacità fisiche aumentano enormemente. Se Naruto e Jiraya divenivano rane con la loro versione, Kabuto diventa un drago (come lui stesso afferma) e difatti viene ricoperto da una seconda pelle bianca più dura e compatta rispetto a quella di serpente e gli crescono delle corna sul capo che gli permettono di localizzare i nemici senza doverli vedere o sentire.
Poiché sin da piccolo ha svolto il ruolo di infiltrato per Danzo, facendo sì che egli stesso lo temesse, secondo Itachi è dotato di abilità da spia superiore a chiunque conosca.
Durante lo scontro con Sasuke e Itachi, al termine del flashback sul suo passato, Kabuto rivela le altre abilità che ha acquisito nel suo percorso della ricerca di sé stesso. Dimostra di aver acquisito le capacità dei membri del Quintetto del Suono: la capacità di fondersi con altri corpi (tramite gli studi effettuati su Sakon), i poteri dell'arte della terra (tramite Jirobo), la manipolazione dei ragni (tramite Kidomaru), le abilità illusorie tramite la melodia del flauto demoniaco (ottenute da studi su Tayuya), l'abilità innata della manipolazione ossea (tramite Kimimaro). Oltre a tutto ciò, dimostra di aver ottenuto il pieno controllo dei poteri del serpente bianco (al termine degli studi su Orochimaru). Tutto questo è testimoniato dalla comparsa sull'addome di Kabuto dei busti di tutti i soggetti che sono stati alla base delle sue ricerche.

## Altri media
Kabuto appare in molti videogame tra i quali la serie di Naruto: Clash of Ninja e la serie di Naruto: Ultimate Ninja. Kabuto svolge un ruolo di grande importanza in Naruto: Clash of Ninja Revolution 2 dove ordina a Bando e ai suoi uomini di attaccare il Villaggio della Foglia. In seguito combatte contro Naruto, venendo sconfitto tramite un Rasengan di quest'ultimo. Accettata la sconfitta, Kabuto fugge, assicurando che il prossimo incontro si concluderà in modo diverso.